# Krasnoje (Kraj Stawropolski)
Krasnoje (ros. Красное) – wieś w Rosji, w Kraju Stawropolskim, w rejonie graczowskim. W 2010 liczyła 2284 mieszkańców.